# Unidos para Venezuela
Unidos para Venezuela (también conocido bajo la abreviatura; UNPARVE) fue un partido político venezolano con sede en la ciudad de Caracas que fue fundado el 12 de septiembre de 2008 y fue la plataforma de la coalición de la Mesa de la Unidad Democrática (MUD). Utilizó los colores verde, dorado, azul y amarillo. El partido nace como iniciativa de los partidos políticos opositores Un Nuevo Tiempo, Primero Justicia, Acción Democrática, Copei y el Movimiento al Socialismo, para mantener en una misma tarjeta a los candidatos a los cuerpos colegiados de ese país en ese entonces. Su presidente fue Atilio Rafael Maldonado López.

## Historia

### Antecedentes
Cuando se realizan las elecciones generales de 2000 en Venezuela, se aplica una práctica política entre los partidos Convergencia y LAPY en el Estado Yaracuy, a través de la cual uno de los partidos inscribió solo los candidatos lista y el otro los nominales. Así se evitaba el descuento de cocientes, que implicaba que por cada candidato nominal que resultara electo se restaba uno por lista, en esa oportunidad la alianza de esos partidos logró obtener todos los curules de Yaracuy al parlamento nacional. 
Luego de ello el oficialista Movimiento V República (MVR) decidió copiar la misma práctica, creando la Unidad de Vencedores Electorales (UVE) en 2005 para actuar de manera conjunta en elecciones para cuerpos colegiados, ante esa situación la oposición venezolana intentó recursos en el Tribunal Supremo de Justicia de ese país para evitar que se incumpliera con el principio de representación proporcional de las minorías, pero este determinó que la práctica no era ilegal. A partir de ese momento se denominó esa alianza de tarjetas como "las morochas".
De esa forma los opositores acordaron ese mismo año la utilización de una tarjeta electoral similar a la de UVE. Entre las organizaciones que se ofrecieron para que sus tarjetas fueran utilizadas como plataforma unitaria de la oposición estaban la del Polo Democrático y la del Movimiento de Integridad Nacional-Unidad, resultando esta última la seleccionada por los opositores. A ese partido político se le solicitó que se le agregara la palabra "Unidad" al nombre oficial y éstos accedieron, quedando como MIN Unidad. Aunque finalmente la oposición decidió no participar en las elecciones parlamentarias de ese año y no se aplicó la estrategia electoral.

### El partido
La decisión de crear el partido ocurre luego que el CNE ratificara la práctica de "las morochas" para las Elecciones regionales de 2008 donde se disputan entre otros cargos los de los Consejos Legislativos Estadales y los Cabildos Distritales.
Unidos para Venezuela fue inscrito formalmente ante el Consejo Nacional Electoral el 31 de julio de 2008 y formalizado el 12 de septiembre de ese año, aunque ese nombre venía siendo utilizado desde enero de ese año en las ruedas de prensa que realizaba la oposición en conjunto para promocionar lo que denominaron el "Acuerdo de Unidad Nacional", que pretendía la presentación de candidaturas unitarias para las elecciones regionales de 2008. Apenas conformado el nuevo partido o plataforma tuvo que solucionar problemas por la similitud fonética que presentaba el nombre inicial "Unidos por Venezuela" con otra organización política denominada Unidos por la Patria.